# Spaghetti aglio e olio
A spaghetti aglio e olio olasz tésztaétel fokhagymával és olívaolajjal. A nápolyi konyha ikonikus fogása, népszerűségét az olcsó, könnyen beszerezhető hozzávalóknak és az egyszerű receptnek köszönheti. Korábban ismert volt vermicelli alla Borbonica és vermicelli con le vongole fujute néven.

## Elkészítése
A vékonyra szelt fokhagymát olívaolajon megfuttatjuk, vigyázva, hogy ne égjen meg. A megfőtt spagettit a fokhagymás olajjal összeforgatjuk és frissen vágott petrezselyemzölddel díszítjük. Néhány receptváltozatban egy kevés főzővizet is adnak a fokhagymás tésztához, hogy mártást képezzenek.

## Változatok
Kerülhet még bele csilipaprika (frissen, vagy szárítva), ekkor az étel neve: aglio e olio e peperoncino. Bár nem része az eredeti receptnek, de sokan adnak hozzá parmezánt, vagy pecorinót.